# Victoria Opitz

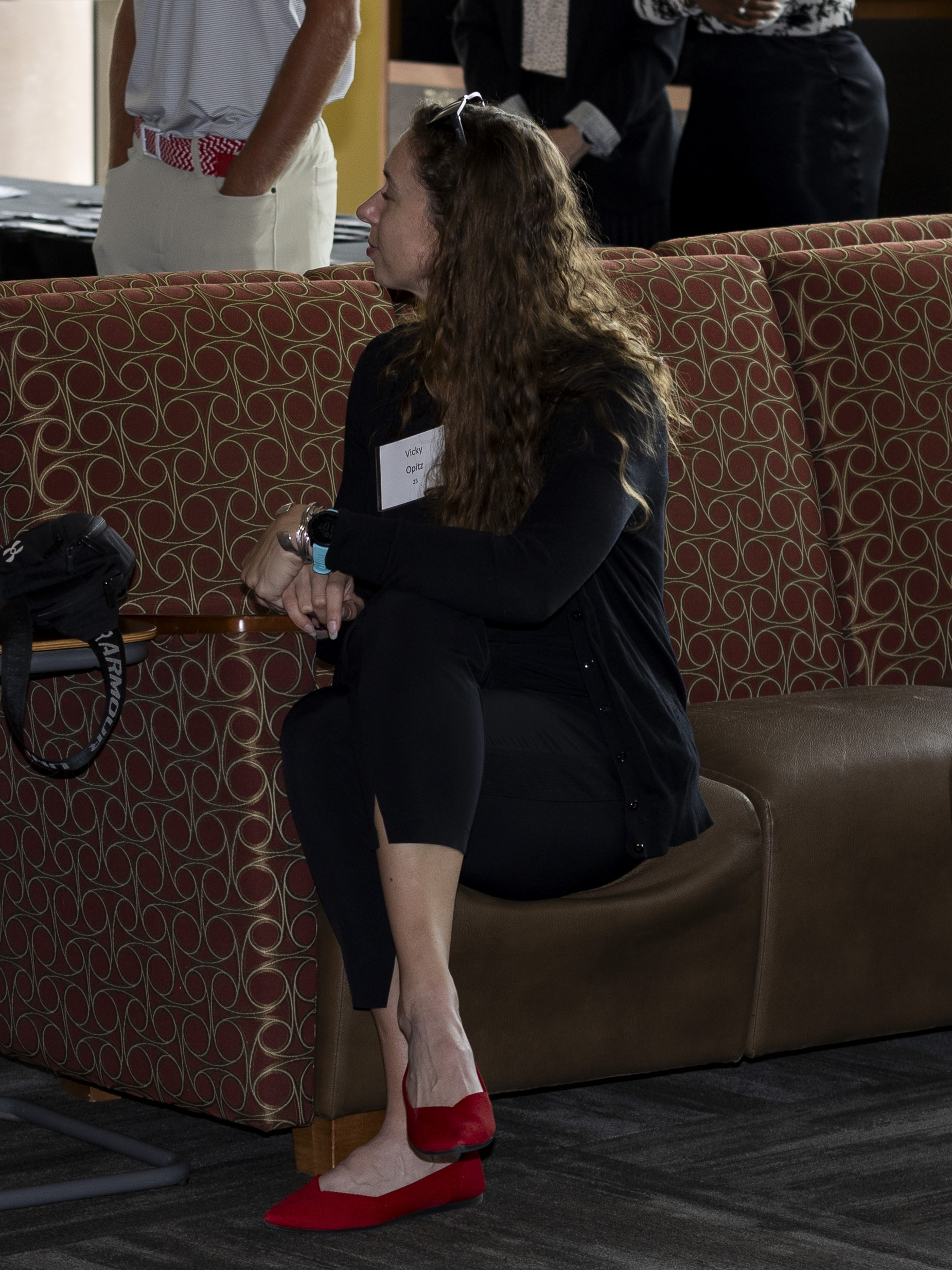
Victoria Opitz

Victoria „Vicky“ Opitz (* 5. Juni 1988 in Madison, Wisconsin) ist eine US-amerikanische Ruderin und dreimalige Weltmeisterin im Achter.
Opitz begann 2006 an der University of Wisconsin mit dem Rudersport. 2011 graduierte sie in Politik- und Kommunikationswissenschaften. Sie lebt und trainiert in Princeton, New Jersey.
Ihr internationales Debüt gab sie im US-Achter mit einem Sieg beim Ruder-Weltcup 2013 in Luzern. Bei den Weltmeisterschaften 2013 in Chungju gewann der US-Achter den Titel. Auch 2014 gewann Victoria Opitz mit dem Achter auf dem Lac d’Aiguebelette eine Weltcupregatta. Bei derselben Veranstaltung belegte sie im Zweier ohne Steuerfrau zusammen mit Meghan Musnicki den vierten Platz und war damit nur drittbester US-Zweier. Bei den Weltmeisterschaften 2014 in Amsterdam siegte der US-Achter vor Kanada und China. Im Jahr darauf auf dem Lac d’Aiguebelette setzte der Achter seine seit 2006 andauernde Siegesserie bei Weltmeisterschaften und Olympischen Spielen fort und gewann den Titel vor den Booten aus Neuseeland und aus Kanada.
In der Olympiasaison 2016 trat Opitz nicht international an, 2017 ruderte sie nur beim Weltcup in Posen. 2018 kehrte sie in den Achter zurück und gewann den Titel bei den Weltmeisterschaften in Plowdiw. Zusammen mit Gia Doonan belegte sie dort außerdem den neunten Platz im Zweier ohne Steuerfrau.